# Peter Robbins (Schauspieler)

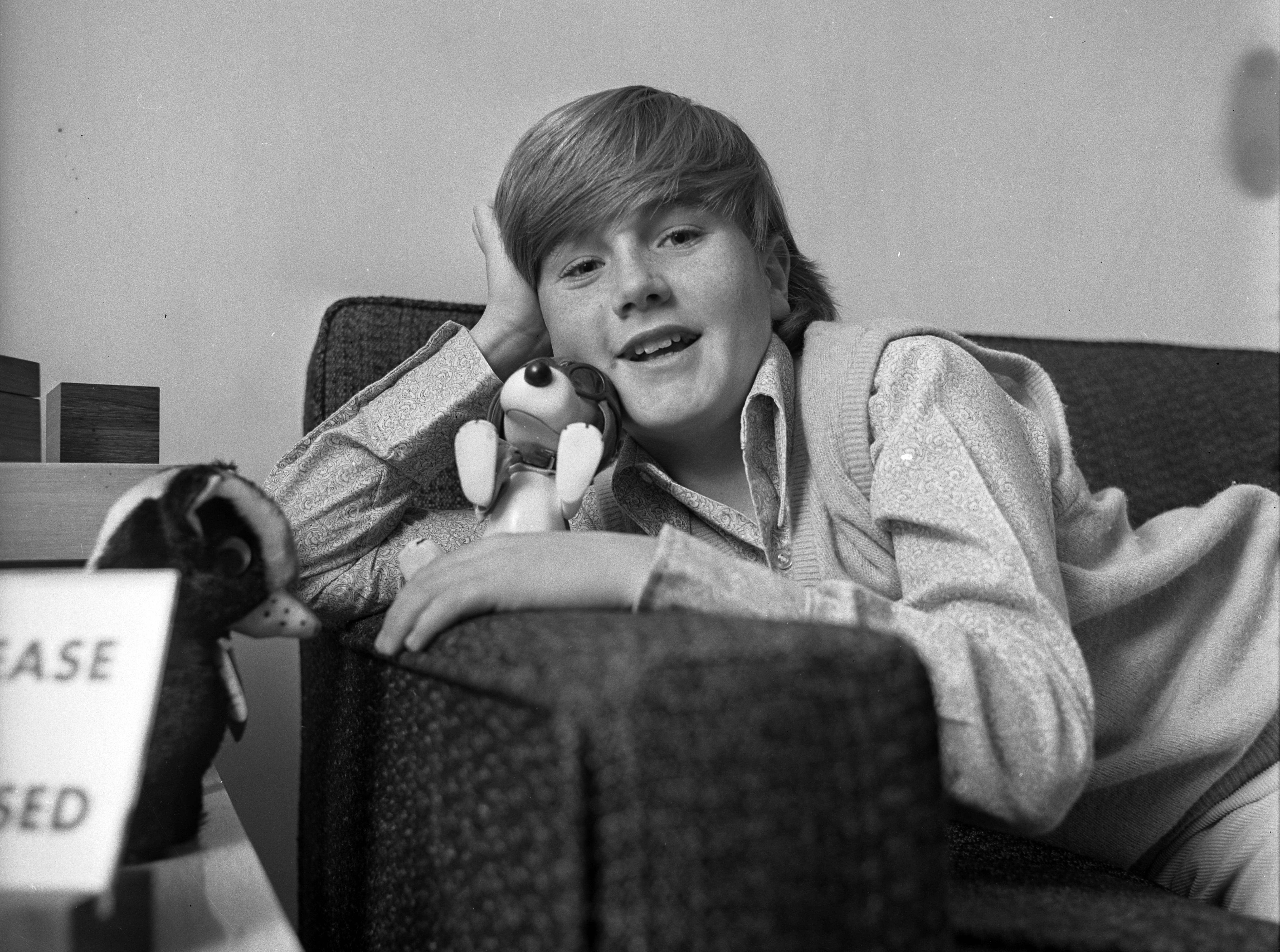
Peter Robbins (1971)

Peter Robbins (* 10. August 1956 in Los Angeles, Kalifornien; † 18. Januar 2022 in Oceanside, Kalifornien), geboren als Louis Nanasi, war ein US-amerikanischer Kinderschauspieler und Synchronsprecher ungarischer Abstammung. Er wurde als englische Stimme der Trickfilmfigur Charlie Brown bekannt.

## Leben
Robbins wuchs in Los Angeles auf. Als er 16 Jahre alt war, verstarb seine Mutter an Krebs. Seine Schwester war die Schauspielerin Ahna Capri (geboren als Anna Marie Nanasi).
1979 machte er seinen Abschluss an der Universität von Kalifornien, San Diego, in Psychologie und Kommunikationswissenschaften.
Robbins kämpfte sein Leben lang mit einer bipolaren Störung und war deswegen in Behandlung. In einem Fernseh-Interview mit dem „Fox 5 San Diego“-Reporter Phil Bauer im Oktober 2019 sprach Robbins über seine Erkrankung und die zwischenzeitliche Genesung. Zum Zeitpunkt seines Todes arbeitete er an seiner Autobiografie Confessions of a Blockhead, in der er sein Leben, seine Erfahrungen im Gefängnis und Pläne für die Zukunft beschreibt.
Am 25. Januar 2022 wurde von Robbins’ Familie bekannt gegeben, dass sich der Schauspieler in der Woche zuvor das Leben genommen hatte. Er wurde 65 Jahre alt.

### Konflikte mit dem Gesetz
Am 20. Januar 2013 wurde Robbins von Beamten des San Diego County Sheriff’s Department in San Ysidro bei der Wiedereinreise in die Vereinigten Staaten wegen „vier Straftaten in Form von Bedrohung mit dem Tod oder schwerer Körperverletzung sowie Stalkings“ festgenommen und unter Festsetzung einer Kaution in Höhe von 550.000 US-Dollar angeklagt. Die vier Anklagepunkte betrafen vier Opfer, darunter einen Polizeibeamten aus San Diego, dem Robbins am 13. Januar 2013 mit Gewalt gedroht haben soll.
Am 8. Mai 2013 wurde er zu einem Jahr Gefängnis verurteilt, weil er seine frühere Freundin bedroht und deren Schönheitschirurgen gestalkt hatte. Als Ersatzstrafe durfte sich Robbins stattdessen in Behandlung begeben und wurde nach seiner Entlassung in ein stationäres Drogentherapiezentrum eingewiesen.
Im Jahr 2015 wurde Robbins wegen mehrerer Bewährungsverstöße erneut verhaftet, darunter Alkoholkonsum und das Versäumnis, die vorgeschriebenen Kurse gegen häusliche Gewalt zu absolvieren. Am 5. Juni 2015 wurde angeordnet, dass er sich einer psychiatrischen Untersuchung unterziehen muss, nachdem es zu einem Gewaltausbruch während des Gerichtsverfahrens in San Diego gekommen war. Am 7. Dezember 2015 wurde Robbins im Rahmen einer Einigung zu vier Jahren und acht Monaten Gefängnis verurteilt, da er neben seinen Bewährungsverstößen auch Drohbriefe an den Verwalter (und dessen Frau) des Wohnmobil-Parks, in dem er zu dieser Zeit in Oceanside lebte, geschickt hatte. Robbins hatte bei früheren Anhörungen angegeben, dass er an einer bipolaren Störung und an paranoider Schizophrenie leiden würde.
Robbins war in der California Institution for Men in Chino untergebracht und wurde aufgrund seines geistigen Zustands während seiner Haftzeit in eine psychiatrische Klinik verlegt. Im Oktober 2019 wurde er vorzeitig auf Bewährung entlassen, nachdem er 80 Prozent seiner Strafe verbüßt hatte – unter der Bedingung, dass er keinen Alkohol trinkt und keine illegalen Drogen konsumiert.

## Karriere
Robbins begann bereits im jungen Alter von sieben Jahren mit der Schauspielerei. Er hatte Gastauftritte und Rollen in Fernsehserien wie Mutter ist die Allerbeste (1958), Tausend Meilen Staub (1959), Meine drei Söhne (1960) und in Die Munsters als „Elmer“ (1964).
Im Alter von neun Jahren lieh Robbins in einer Fernsehdokumentation der Trickfilmfigur Charlie Brown aus der Reihe Die Peanuts erstmals seine Stimme. Es folgten sechs Peanuts-Fernsehspecials und Filme wie Charlie Brown und seine Freunde, Die Peanuts – Fröhliche Weihnachten und Der große Kürbis. Im Alter von vierzehn Jahren wurde Robbins durch jüngere Kinderdarsteller ersetzt, aber sein Schrei „AUGH!!“ aus dem Film Der große Kürbis wurde auch in späteren Sendungen für Charlie Brown sowie weitere Peanuts-Figuren verwendet – er wurde zu Robbins Markenzeichen.
1965 hatte Robbins eine Auftritt in der Fernsehserie F Troop (The Sergeant And The Kid) und war in Mini-Max als „Dr. T“ zu sehen. Im Jahr 1968 erlangte Robbins eine wiederkehrende Rolle als Alexander Bumstead in der kurzlebigen Comedyserie Blondie und nahm im gleichen Jahr eine Single mit dem Titel If I Knew Then (What I Know Now) auf.  Er spielte auch in dem Sonny-and-Cher-Film Good Times.
Robbins zog sich 1972 weitestgehend aus der Unterhaltungsindustrie zurück und arbeitete zunächst als Disk Jockey in Palm Springs und studierte in San Diego. Später arbeitete er in der Immobilienbranche und verwaltete bis 2006 – laut einer Sendung des National Public Radio (NPR) – Immobilien in Van Nuys. Während dieser Zeit war er immer wieder im Radio zu hören; so moderierte er 1996 eine Talk-Radio-Show in Palm Springs bei KPSL 1010 Talk Radio (KXPS). 2008 war er Gast auf der San Diego Comic-Con.
Trotz seiner persönlichen Probleme blieb er Charlie Brown verbunden und trug sogar eine Tätowierung der Peanuts-Figuren Charlie Brown und Snoopy auf seinem Arm. Im Jahr 2020 konnte man ihn wieder bei öffentlichen Auftritten sehen: er signierte Autogramme bei der Veröffentlichung des Charlie-Brown-Weihnachtsbuchs und trat bei Comic-Con-Kongressen in den Vereinigten Staaten auf.
Im deutschen Sprachraum wurde Robbins unter anderem von Abelardo Decamilli und Julian Manuel synchronisiert.

## Nominierungen
| Jahr | Auszeichnung  | Kategorie             | Titel                               | Ergebnis  |
| ---- | ------------- | --------------------- | ----------------------------------- | --------- |
| 1971 | Grammy Awards | Best Children’s Album | Charlie Brown und seine Freunde     | Nominiert |
| 1978 | Grammy Awards | Best Children’s Album | Die Peanuts – Fröhliche Weihnachten | Nominiert |
| 1979 | Grammy Awards | Best Children’s Album | Charlie Brown’s All Stars!          | Nominiert |
| 1980 | Grammy Awards | Best Children’s Album | You’re in Love, Charlie Brown       | Nominiert |

## Filmografie (Auswahl)

### Film
- 1963: Eine kitzlige Sache
- 1965: Die Peanuts – Fröhliche Weihnachten (Fernsehfilm)
- 1965: Der Schuß (Moment to Moment)
- 1966: …und jetzt Miguel (And Now Miguel)
- 1966: Die Mannschaft braucht dich, Charlie Brown (Kurzfilm)
- 1966: Der große Kürbis (Fernsehfilm)
- 1967: Good Times
- 1967: Du bist verliebt, Charlie Brown (Kurzfilm)
- 1968: …weil es dein Hund ist, Charlie Brown (Kurzfilm)
- 1969: Der Sommer war sehr kurz, Charlie Brown (Kurzfilm)
- 1969: Charlie Brown und seine Freunde
- 1970: Die Bruchschiffer (The Boatniks)

### Fernsehen
- 1964: Tausend Meilen Staub
- 1964: Mutter ist die Allerbeste
- 1964: Vacation Playhouse
- 1964: Die Munsters
- 1964: Katy
- 1964: The Joey Bishop Show
- 1966: Teils heiter, teils wolkig
- 1966: ABC Stage 67
- 1967: FBI
- 1967: F Troop
- 1967: Mini-Max oder die unglaublichen Abenteuer des Maxwell Smart
- 1968–1969: Blondie
- 1970: Bracken’s World
- 1972: Meine drei Söhne